# Robert Tomasulo
Robert Marco Tomasulo (31 de octubre de 1934-3 de abril de 2008) fue un científico de la computación y el inventor del algoritmo de Tomasulo. Contribuyó en el diseño del IBM 360 desarrollando una técnica para acelerar las operaciones de coma flotante. Hoy en día casi todos los procesadores llevan incorporada alguna variante de este algoritmo.
Tomasulo fue galardonado en 1997 con el Premio Eckert-Mauchly "Por el ingenioso algoritmo de Tomasulo, que permitió la implementación de procesadores capaces de ejecutar instrucciones fuera de orden".
El 30 de enero de 2008, Tomasulo habló en la Facultad de Ingeniería de la Universidad de Míchigan sobre su carrera y la historia y el desarrollo de las instrucciones fuera de orden. Este seminario, que fue su última aparición pública, se puede ver en http://inst-tech.engin.umich.edu/media/index.php?sk=cse-dls-07&id=1683 (enlace roto disponible en Internet Archive; véase el historial, la primera versión y la última). (en inglés). 
- Datos: Q923392